# Wellington Dias
Wellington Dias (Rio de Janeiro, 1967. október 2. –) amerikai-brazil fekete öves brazil dzsúdzsucu-képviselő. Rogerio Camoes és később a legendás Gracie Humaitá edzette, az ötödrangú fekete öv tulajdonosa Royler Gracie alatt. Phoenixben működtet iskolát.